# Garry Bushell

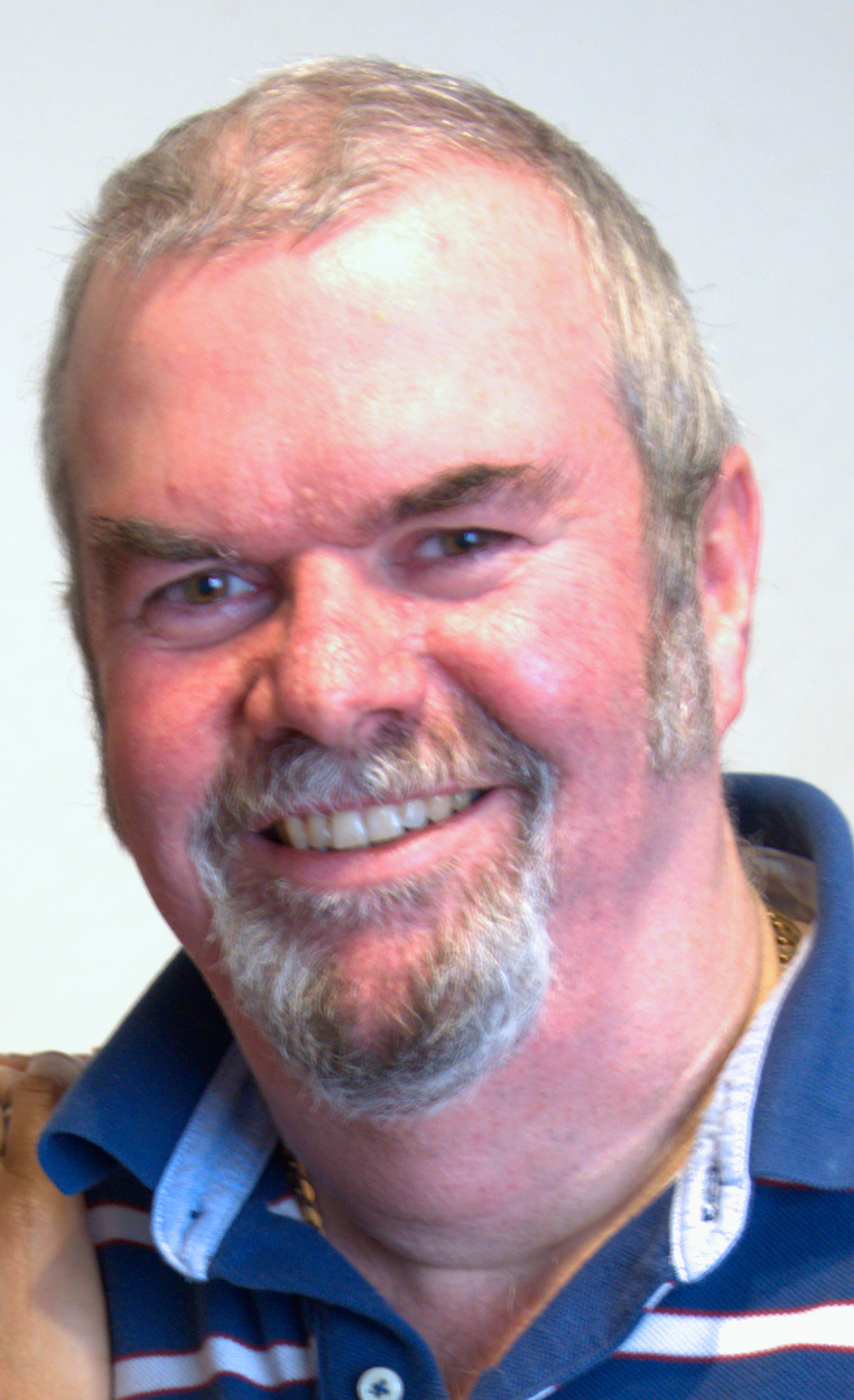
Garry Bushell

Garry Bushell (* 13. Mai 1955 in Woolwich) ist ein englischer Journalist, Fernsehmoderator und Kolumnist.
Bushell, seit seinen Schülertagen sehr aktiv in sozialistischen Organisationen, begann seine journalistische Laufbahn beim Socialist Worker, bevor er Anfang der 1980er zum Musikmagazin Sounds wechselte. Als Mitglied der Band The Pink Tents, die später in den The Gonads aufgingen, war er prädestiniert als Experte für Punk. In dieser Funktion wurde er zu einem Sprecher und Förderer der entstehenden Oi!-Szene, u. a. auch als Manager der Cockney Rejects und von The Blood.
Bushell stellte auch die wegweisenden Sampler Oi! The Album (1980), Strength Thru Oi! und Carry on Oi!! (beide 1981) zusammen, auf denen die ersten Bands dieses Genres vertreten waren.
Ab 1985 arbeitete Bushell für verschiedene Boulevardmagazine und landete schließlich als Redakteur bei der Sun mit seiner eigenen Kolumne. In den 1990er Jahren erschien er mit seiner eigenen Show auch auf dem Fernsehschirm. Die Zusammenarbeit mit der Sun hielt bis 2001, als Bushells Krimi The Face als Fortsetzungsroman ausgerechnet bei der Konkurrenz vom Daily Star abgedruckt wurde, bei dem Bushell schon früher beschäftigt gewesen war. Zurzeit schreibt er eine Fernsehkolumne bei der Sonntagszeitung The People.
In den letzten Jahren hat Bushell, der sich selbst als „sehr patriotisch“ bezeichnet, mehrfach mit politischen Aktionen das Licht der Öffentlichkeit gesucht. Er zog in Erwägung, 2008 bei der Londoner Bürgermeisterwahl als Kandidat der rechtsnationalistischen English Democrats, die er seit Jahren unterstützt, anzutreten. Wegen seines Engagements wurde Bushell gerade aus linken Kreisen scharf angegriffen, obwohl er sich stets gegen Rassismus und Fremdenfeindlichkeit ausgesprochen hat und 1981 selbst Opfer von Neonazis war. Seine provozierenden Bemerkungen über Homosexuelle haben Bushell außerdem den Vorwurf der Homophobie eingetragen.
Die Band The Exploited, die auch auf dem Sampler Oi! The Album vertreten war, attackierte ihn später in ihrem Song Wankers bzw. Singalongabushell mit den Worten: „Bushell said that punk was dead. He’s two faced, he’s off his head.“